# Bem
BEM es una adaptación de la serie anime de televisión Yokai Ningen Bem que se realizó con motivo del quincuagésimo aniversario de la serie. Dirigida por Yoshinori Odaka y producida por Production I.G; se emitió el 14 de julio de 2019. El tema de apertura es 「宇宙の記憶」 Uchū no Kioku (Memorias del universo) interpretado por Soil & "Pimp" Sessions con la voz de Maaya Sakamoto, mientras que el tema de cierre es 「イルイミ」 Iru Imi de JUNNA. El 1 de junio de 2020, se anunció que el anime tendrá una nueva película titulada Gekijо̄ban BEM ~ BECOME HUMAN , que será lanzada el 2 de octubre de 2020.

## Argumento
Esta historia transcurre en la ciudad portuaria de Libra. Esta ciudad está dividida en tres zonas: la Ciudad Alta, centro de la política, la economía y la cultura, donde se concentra "la riqueza" de la ciudad. El Exterior, un nido de crimen y corrupción, donde la gente duda unos de otros. Y el puente, el único lugar que conecta la parte superior de la ciudad con el exterior separado por un enorme canal. Sonia, una joven detective, que se traslada al Exterior desde Ciudad Alta, investiga muchos casos misteriosos y conoce a tres horribles personajes que luchan por proteger a los seres humanos.

## Reparto
- Katsuyuki Konishi como Bem: El líder de tres yōkai-humanos, lleva a cabo su propia justicia en cualquier momento. Tiene la fe de que "derrotando al mal y salvando al ser humano, algún día podrá llegar a ser humano". Cada vez que siente una señal del mal, hace su aparición por toda Libra, tanto en la Ciudad Alta como en el Exterior. Evalúa las situaciones con precisión y siempre prioriza la seguridad de otros seres humanos. Aunque es una persona tranquila y sin expresión y parece ser de corazón frío, trata a Bela y Belo como a su familia y los cuida. Tiene una gran inteligencia y un cuerpo duro con una habilidad especial para controlar la electricidad.
- Mao Ichimichi como Bela: admira a los seres humanos, y anhela serlo ella misma. Suele ir a la prestigiosa escuela "Cent Joseph High School" situada en la parte alta de la ciudad, escondiendo su verdadera identidad bajo el nombre de "Annabella" y disfruta de la vida escolar con sus compañeros de clase. Para ella, esto es un esfuerzo para llevarse bien con la sociedad humana cuando le llegue el momento de convertirse en un ser humano. Debido a que ella enfrenta el hecho de que es un yōkai-humano  y por tanto diferente de otros seres humanos, no tiene un fuerte prejuicio contra los humanos, pero a menudo se siente herida por ese mismo hecho. Es por naturaleza una persona expresiva, pero debido a que usualmente está con Bem y Belo quienes son silenciosos, no habla mucho. Tiene una habilidad especial para manejar un aire congelado y un látigo que está escondido en su brazo derecho.
- Kensho Ono como Belo: es el tercer yōkai-humano y tiene una postura fría hacia el mundo y el ser humano. Es experto en juegos de azar y generalmente pasa todo su tiempo en la sala de juegos de Outside con sus amigos. Esto puede ser porque quiere escapar de las molestias y de la sensación de encerrarse para vivir como un yōkai-humano, sin preocuparse de cosas innecesarias. Siempre lleva auriculares, fingiendo no escuchar la historia de los demás, porque quiere mantenerse alejado de la sociedad humana. A menudo dice cosas irónicas a Bem y Bela, pero las piensa mucho para que no les lastime. Lucha contra el mal con su agilidad. No tiene una habilidad especial.
- Daisuke Ono como Helmut Felt:
- Jun'ichi Suwabe como Dr. Recycle:
- Kenji Nomura como Joel Woods: un detective que pertenece a la rama 18 de Outside. Es un hombre desmotivado y siempre influenciado por Sonia que rompe una regla de Outside.
- Kōtarō Nishiyama como Roddy Walker:
- Maaya Sakamoto como Mysterious Lady:una existencia que controla "una asamblea oculta" que gobierna "Libra" en las sombras. Ella conspira para capturar a Bem y otros yōkais.
- Maaya Uchida como Sonia Summers: una joven detective con un apasionado sentido de la justicia. Es tan seria y testaruda que ha sido degradada de Upper Town a la rama 18 de Outside. Ella no sigue la costumbre de Outside y en su lugar siempre trata de llevar a cabo lo que cree que es correcto.
- Sōma Saitō como Daryl Bryson:

### Gekijо̄ban BEM ~ BECOME HUMAN
- Toshiya Miyata como Burgess
- Kōichi Yamadera como Manstoll
- Nana Mizuki como Emma
- Wataru Takagi como Draco
- Shizuka Itō como Greta